# Kurt Kamlah
Kurt Kamlah (Pseudonym: Kurti, * 4. Dezember 1866 in Hannover; † 15. Juni 1928 in Düsseldorf) war ein deutscher Schriftsteller.

## Leben
Kurt Kamlah war der Sohn eines Offiziers. Er studierte bis 1891 Jura an den Universitäten Straßburg, Leipzig und Göttingen. Anschließend trat er in den preußischen Verwaltungsdienst ein und leistete sein Referendariat in Neustadt am Rübenberge und in Stade ab. Danach war er als Regierungsassessor in Aachen, Danzig, Berlin und Kempen/Niederrhein tätig. Ab 1899 lebte er in Düsseldorf; 1904 erfolgte seine Ernennung zum Regierungsrat. In Düsseldorf war Kamlah, der bereits früher begonnen hatte, literarische Texte zu veröffentlichen, bis 1904 Mitglied der Freien Litterarischen Vereinigung. Anschließend war er Mitbegründer und Vorsitzender der Literarischen Gesellschaft. Kamlah nahm als Offizier der Kavallerie am Ersten Weltkrieg teil. 1919 gehörte er zu den Gründern des Düsseldorfer Immermannbundes.
Kurt Kamlah war Verfasser von erzählenden Werken und Gedichten. Sein Vetter und Sandkastenfreund aus Hannover, Otto Erich Hartleben, schuf ihm in der Erzählung »Die Novelle des guten Kurt« (In Der Römische Maler. 1898; S 117ff) ein literarisches Denkmal.

## Werke
- Die Lieder des armen Kurti, Berlin 1896
- Die Bernsteinfrage, Berlin 1898
- Letzte Verse vom Armen Kurti, Leipzig 1903
- Mumuksha, Leipzig [u. a.] 1905
- Frühlingstage in Spanien, Düsseldorf 1906
- Verse, Düsseldorf 1909
- Die Erziehung zum Lyriker durch Otto Erich Hartleben, Düsseldorf 1912
- Die Liebe des Vinzenz Leuther und andere Geschichten, Düsseldorf 1912
- Verse aus dem Felde, Düsseldorf 1915
- Sprüche, Düsseldorf 1916
- Erheiternde Geschichten, Düsseldorf 1918
- Gedichte, Düsseldorf 1919
- Das Geheimnis der Edelsteine, Düsseldorf 1922
- Hilde, Tilde und Annemarie, Düsseldorf 1924
- Kleines im Großen, Düsseldorf 1926
- Vom Düsseldorfer Schauspielhaus, Düsseldorf 1926